# Geoffrey Robinson
Geoffrey Robinson (né le 25 mai 1938) est un homme politique du Parti travailliste britannique qui est député de Coventry North West pendant 43 ans, de 1976 à 2019. Il est Paymaster General de mai 1997 à décembre 1998, démissionnant après qu'il a été révélé qu'il avait prêté à son collègue du gouvernement Peter Mandelson 373 000 £ pour acheter une maison. De 1996 à 2008, il est propriétaire du New Statesman, un hebdomadaire politique de centre-gauche.

## Jeunesse
Robinson est né à Sheffield, en Angleterre et fait ses études à la Emanuel School de Battersea, à Londres, au Clare College, à Cambridge et à l'Université de Yale. Après avoir terminé ses études, il est assistant du Parti travailliste avant de rejoindre la nouvelle entité créée, l'Industrial Reorganization Corporation, à une époque où le gouvernement britannique fait la promotion d'une fusion entre Leyland Motor Corporation et BMC.

## Carrière dans les affaires
Un changement de gouvernement conduit à une disparition rapide de l'Industrial Reorganization Corporation et, en 1970, Robinson rejoint British Leyland, la société à la création de laquelle il a joué un rôle déterminant. Son titre de poste initial est «Directeur du personnel, planification des installations», mais après quatre mois, il est promu au poste de contrôleur financier. C'est une nomination inhabituelle dans une industrie conservatrice, à la fois en raison de sa relative jeunesse et parce qu'il n'a aucun diplôme en comptabilité.
Geoffrey Robinson est depuis 1972 Président d'Innocenti en Italie, nommé à la suite de l'acquisition de l'entreprise par British Leyland, Robinson ayant joué un rôle de premier plan dans les négociations d'acquisition à la suite du décès de Ferdinando Innocenti.
À la fin de 1973, il succède à Lofty England comme président de Jaguar Cars, également à l'époque, propriété britannique de Leyland. Il démissionne en 1975 parce qu'il est en désaccord avec le plan Ryder d'intégrer les nombreuses marques différentes sous BLMC.
Après que les travailleurs de Triumph Motorcycles ont séquestré leurs nouveaux propriétaires, NVT, de leur usine de Meriden en 1973, Robinson joue un rôle important dans la création de la coopérative de travailleurs Meriden Triumph avec un prêt substantiel du gouvernement travailliste Wilson du ministre du Commerce, Tony Benn. Il est directeur exécutif de ce qui est le dernier fabricant de motos en volume au Royaume-Uni. Il occupe un rôle non exécutif similaire dans la société Triumph Motorcycles (Meriden) Ltd, lorsqu'il aide à négocier sa dette avec le nouveau gouvernement conservateur Thatcher en 1981, bien qu'il l'ait quitté avant la fermeture de l'entreprise en 1983.
En 1986, il fonde la société technologique TransTec, qui est devenue une entreprise de 200 £ millions de conglomérats internationaux axés sur les clients de l'aérospatiale . En 1996, il achète le magazine de centre gauche New Statesman pour 375 000 £. En avril 2008, il vend 50% de l'entreprise à Mike Danson, et le reste un an plus tard .

## Carrière politique
Robinson devient député de Coventry North West, un siège sûr du Parti travailliste, lors d'une élection partielle le 4 mars 1976 causée par la mort du député Maurice Edelman. Son adversaire conservateur aux élections de 1987 est le romancier Jim Powell. Au cours des années 1980, avec le parti travailliste dans l'opposition, il occupe des postes de premier plan, porte-parole sur le commerce et l'industrie et sur la science . Il est Paymaster General dans le gouvernement de Tony Blair de mai 1997 à décembre 1998, démissionnant après qu'il a été révélé qu'en 1996, il a prêté à son collègue du gouvernement Peter Mandelson 373 000 £ pour acheter une maison .
La vie antérieure de Robinson en tant qu'homme d'affaires en a fait l'un des parlementaires les plus riches, avec une fortune personnelle d'environ 30 £. million. Il possède des maisons de vacances en Toscane (autrefois utilisées par Tony Blair pour ses vacances d'été) et dans le sud de la France, et possède un appartement de grand standing dans Park Lane à Londres. Il achète la maison Orchards à Godalming, Surrey (conçue et construite par Edwin Lutyens entre 1897 et 1899) qui est décrite comme «parmi les plus belles maisons de Surrey». Il achète et restaure le Marshcourt de Lutyens  Stockbridge, Hampshire, 1901–1904) mais la revend en 1999 après avoir quitté son poste de Paymaster General. En novembre 1997, Chris Blackhurst révèle dans un article de l'Independent que Robinson est un bénéficiaire discrétionnaire d'une fiducie offshore de 12,75 millions de livres sterling pour lui et sa famille créée par Joska Bourgeois, appelée Orion, basée dans le paradis fiscal de Guernesey . 
En 2000, Robinson publie ses mémoires de son temps dans le gouvernement Blair, The Unconventional Minister: My Life Inside New Labour . Robinson est le sujet du livre de 2001 de Tom Bower, The Paymaster . À la suite de la révélation du livre selon laquelle Robinson n'a pas enregistré le reçu de 200000 £ de Robert Maxwell, il est suspendu pendant trois semaines de la Chambre des communes en octobre 2001.
Robinson souhaite le maintien dans l'UE lors du Référendum sur l'appartenance du Royaume-Uni à l'Union européenne et vote ensuite contre le projet de loi sur le retrait de l'UE, conformément aux consignes de son parti .
En mai 2019, il est allégué que Robinson aurait été un espion pour le gouvernement communiste tchécoslovaque et aurait partagé 87 informations confidentielles liées à la défense entre 1966 et 1969. Robinson aurait eu 51 réunions avec les autorités tchécoslovaques et aurait également été en contact avec des agents russes du KGB. Il nie les allégations, déclarant: "à aucun moment il n'a transmis des documents gouvernementaux confidentiels ou des informations à un agent étranger et il n'a pas eu accès à ce matériel" .
Robinson fait partie d'un certain nombre de députés travaillistes qui ne se sont pas représentés aux élections générales de 2019 .

## Coventry City FC
Robinson a une longue association avec Coventry City FC, étant membre du conseil d'administration depuis 1996. En 1997, lorsque Robinson est nommé Paymaster General, il est contraint de se retirer du conseil parce que les membres du gouvernement ne sont pas autorisés à occuper des postes d'administrateur. Brenda Price, une ancienne collègue de ses jours au conseil d'administration de Triumph Motorcycle à Meriden, siégeait avec lui au conseil d'administration de Coventry City. En réponse à cela, le club de football le nomme président d'honneur, mais il reprend finalement son siège au conseil d'administration en 2002. Le 21 septembre 2005, Robinson est nommé président par intérim de Coventry City après que le président Mike McGinnity a été invité à démissionner par son médecin pour une période indéterminée en raison de problèmes de santé persistants. Robinson est nommé président de façon permanente le 3 novembre après que McGinnity a été contraint de démissionner en raison de ses problèmes de santé. Le 10 octobre 2007, il annonce qu'il démissionnerait de ses fonctions de président car "il n'y a pas assez d'heures dans la journée". Il reste administrateur du club.

## Vie privée
Robinson épouse Marie Elena Giorgio en 1967. ils ont un fils et une fille .